# Вигода (Мельнице-Подільська селищна громада)
Ви́года — село в Україні, у Мельнице-Подільській селищній громаді Чортківського району Тернопільської області. Розташоване на південному сході району над річкою Збруч.
Поштове відділення — Вигодське.
Населення — 404 осіб (2016).

## Географія
Село розташоване на відстані 368 км від Києва, 125 км — від обласного центру міста Тернополя та 37 км від міста Борщів.
Через село проліг автошлях Борщів–Жванець (Хмельницької області).
На півдні від села росте грабово-дубовий ліс. У селі бере початок струмок Хрепелів.

### Клімат
Для села характерний помірно континентальний клімат. Вигода розташована у «теплому Поділлі» — найтеплішому регіоні Тернопільської області.
| Клімат Вигоди                                        | Клімат Вигоди | Клімат Вигоди | Клімат Вигоди | Клімат Вигоди | Клімат Вигоди | Клімат Вигоди | Клімат Вигоди | Клімат Вигоди | Клімат Вигоди | Клімат Вигоди | Клімат Вигоди | Клімат Вигоди | Клімат Вигоди |
| Показник                                             | Січ.          | Лют.          | Бер.          | Квіт.         | Трав.         | Черв.         | Лип.          | Серп.         | Вер.          | Жовт.         | Лист.         | Груд.         |               |
| Середній максимум, °C                                | −1            | 0,8           | 6,2           | 14,7          | 20,5          | 23,4          | 24,5          | 23,9          | 20,1          | 13,8          | 6,5           | 1,5           |               |
| Середня температура, °C                              | −4,5          | −2,7          | 2,0           | 9,3           | 14,9          | 18,0          | 19,3          | 18,5          | 14,7          | 9,0           | 3,3           | −1,5          |               |
| Середній мінімум, °C                                 | −7,9          | −6,1          | −2,1          | 3,9           | 9,3           | 12,6          | 14,1          | 13,1          | 9,4           | 4,3           | 0,1           | −4,4          |               |
| Норма опадів, мм                                     | 31            | 31            | 31            | 53            | 73            | 100           | 97            | 62            | 52            | 34            | 34            | 36            |               |
| ---------------------------------------------------- | ------------- | ------------- | ------------- | ------------- | ------------- | ------------- | ------------- | ------------- | ------------- | ------------- | ------------- | ------------- | ------------- |
| Джерело: http://en.climate-data.org/location/266247/ |               |               |               |               |               |               |               |               |               |               |               |               |               |

## Історія

### Археологічні знахідки
Поблизу Вигоди збереглися рештки Траянового валу, що тепер покритий деревами. Траяновий вал походить з початку 1-го тисячоліття нашої ери. У різних місцях на ньому знаходили римські монети.
Також знайдені археологічні пам'ятки трипільської культури. Поселення трипільської культури розміщене на горі Стрілка (Оретис), виявлене у 1970-х роках. Знахідки (кераміка та крем'яні вироби; зокрема, колекція відбійників) зберігаються в Тернопільському обласному краєзнавчому музеї.

### Австрійський період
Перша писемна згадка — 1785.
За переказами, чоловік, який проживав у цій місцевості, вирішив утворити зі свого обійстя невеличку корчму, позаяк біля хати пролягав шлях, котрим проїжджали чумаки й інші подорожні. То було вигідне місце для торгівлі та відпочинку, де можна було перекусити і переночувати. З часом тут почали поселятися люди. Так виникло поселення, яке назвали «Вигода».

### Міжвоєнний період
У 1928 році була організована бібліотека товариства «Просвіта».

### Друга світова війна
Від вересня 1939 року село — під радянською владою, яка почала «полювання» за членами ОУН, інтеліґенцією, просвітянами, національно свідомою молоддю.
Від 8 липня 1941 до 5 квітня 1944 р. Вигода — під німецькою окупацією. Нацисти вивезли на каторжні роботи до Німеччини багато молодих людей.
На фронти Другої світової війни із села було мобілізовано чимало чоловіків, 9 із них загинули, 16 пропали безвісти.
Після другого приходу радянської влади в ОУН та УПА воювали й загинули Яків Пастух (1926—1946; член ОУН, підпільник) і Степан Семенів (загинув 1944 р., стрілець УПА); членів їхніх сімей заслано на каторжні роботи в Сибір.
У 1945–1946 роках у село переселили три українські родини з Польщі.

### Радянський період
Станом на 1 березня 1949 року Вигода — хутір, де проживало 30 осіб (8 дворів).
1947 року був організований колгосп; у 1950 році колгоспи сіл Вигода та Боришківці об'єдналися в одне господарство. Працювали млин, дві пилорами, водопровід.
У лютому 1952 року було надано статус села, у зв'язку з будівництвом центральної садиби укрупненого колгоспу та збільшенням чисельності населення (148 осіб, 48 дворів).
1956 року село електрифікували.
З 1940 року до 1962 року село належало до Мельнице-Подільського району, після ліквідації якого ввійшло до Борщівського району.

### Період Незалежності
До 2015 було адміністративним центром Вигодської сільради, якій підпорядковувалися села Білівці, Боришківці, Окопи, Трубчин. Від вересня 2015 року ввійшло у склад Мельнице-Подільської селищної громади.
12 червня 2020 року, відповідно до розпорядження Кабінету Міністрів України № 724-р «Про визначення адміністративних центрів та затвердження територій територіальних громад Тернопільської області» увійшло до складу Мельнице-Подільської селищної громади.
19 липня 2020 року, в результаті адміністративно-територіальної реформи та ліквідації Борщівського району, село увійшло до складу Тернопільського району.

## Населення
Згідно з переписом УРСР 1989 року чисельність наявного населення села становила 428 осіб, з яких 193 чоловіки та 235 жінок.
За переписом населення України 2001 року в селі мешкало 456 осіб.
У 2014 році населення становило 412 осіб.

### Мова
Розподіл населення за рідною мовою за даними перепису 2001 року:
| Мова       | Кількість | Відсоток |
| ---------- | --------- | -------- |
| українська | 452       | 98.91%   |
| російська  | 5         | 1.09%    |
| Усього     | 457       | 100%     |

## Релігія
У Вигоді є два храми Вознесіння Господнього: греко-католицький (1999 р.) і православний (1887 р., реставрований 1990 р.), капличка Божої Матері (2008 р.).

## Пам'ятки
У селі є костел (1890).
Встановлено:
- пам'ятний хрест на честь скасування панщини (1848),
- пам'ятник Є. Долинюк (1951 р., скульптор В. Вінайкін),
- пам'ятник полеглим у німецько-радянській війні воїнам-односельцям (1967).

### Пам'ятки природи
У лісовому урочищі Окопська стінка росте ботанічна пам'ятка природи — черешчатий дуб (0,02 га; вік — 210 р., діаметр — 120 см); на північній околиці села, в глибокій балці, що відкривається до р. Збруч, є гідрологічна пам'ятка природи місцевого значення — джерело питної води (0,01 га).

## Освіта
Діють загальноосвітня школа І-ІІІ ступенів та бібліотека.

## Охорона здоров'я
У селі діє фельдшерсько-акушерський пункт.

## Культура
У селі є Будинок культури.
Проводиться фестиваль «Барви Поділля».

## Відомі люди
У Вигоді працювала двічі Герой соціалістичної праці Є. Долинюк, якій споруджено пам'ятник-погруддя (1951; скульптор В. Вінайкін).

## Світлини

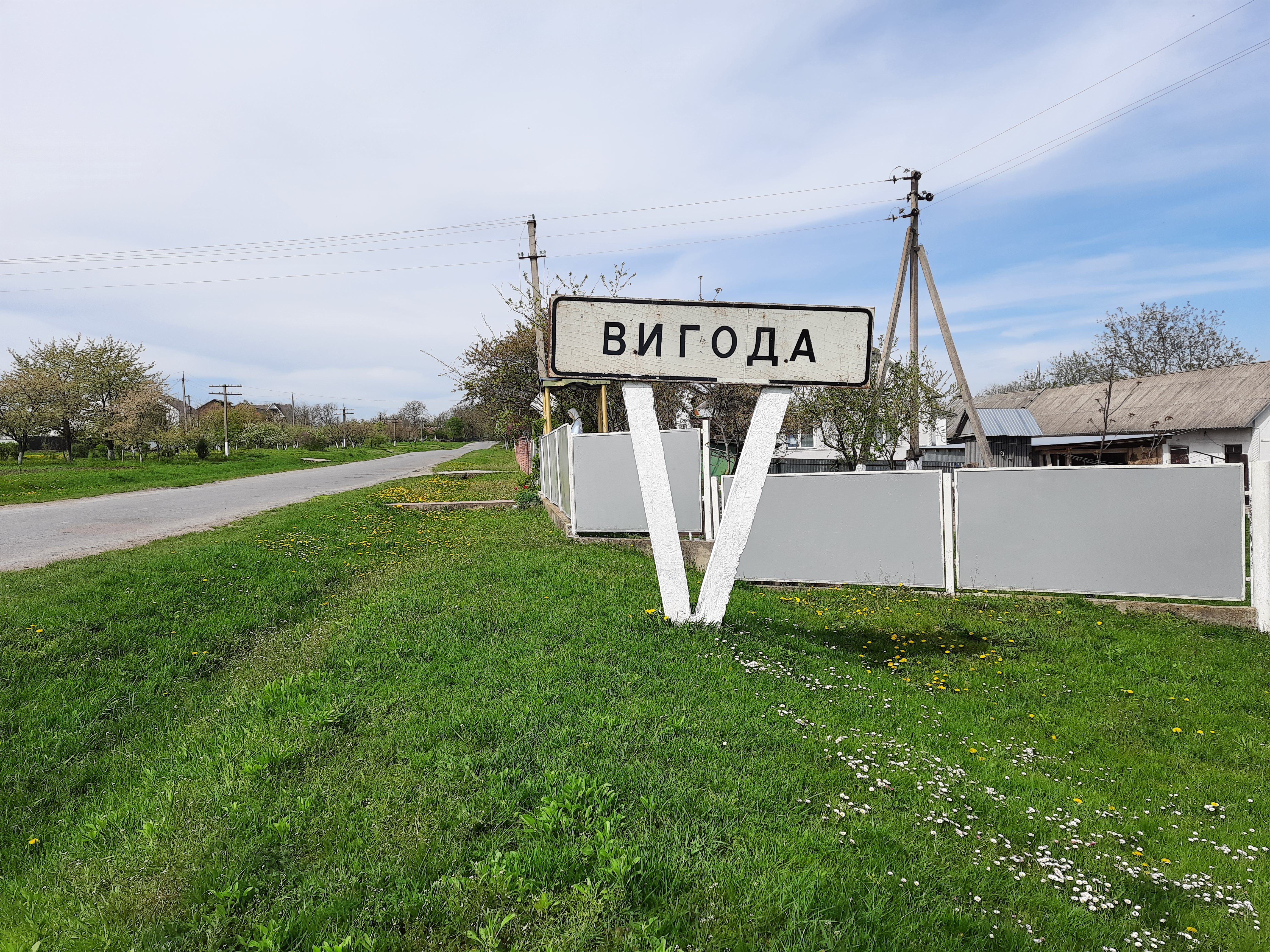
В'їзд у село
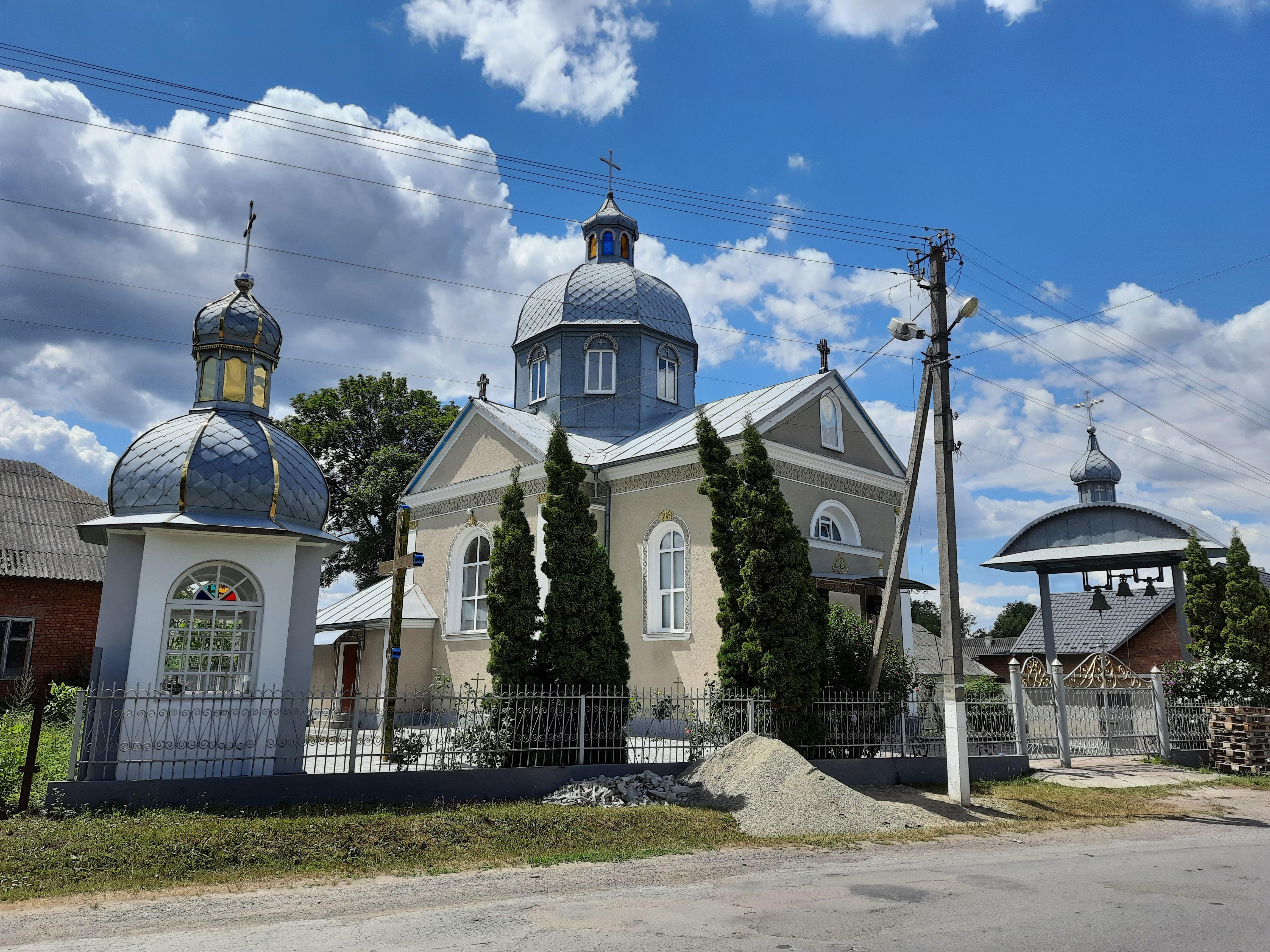
Церква Вознесіння Господнього ПЦУ (1887 р)
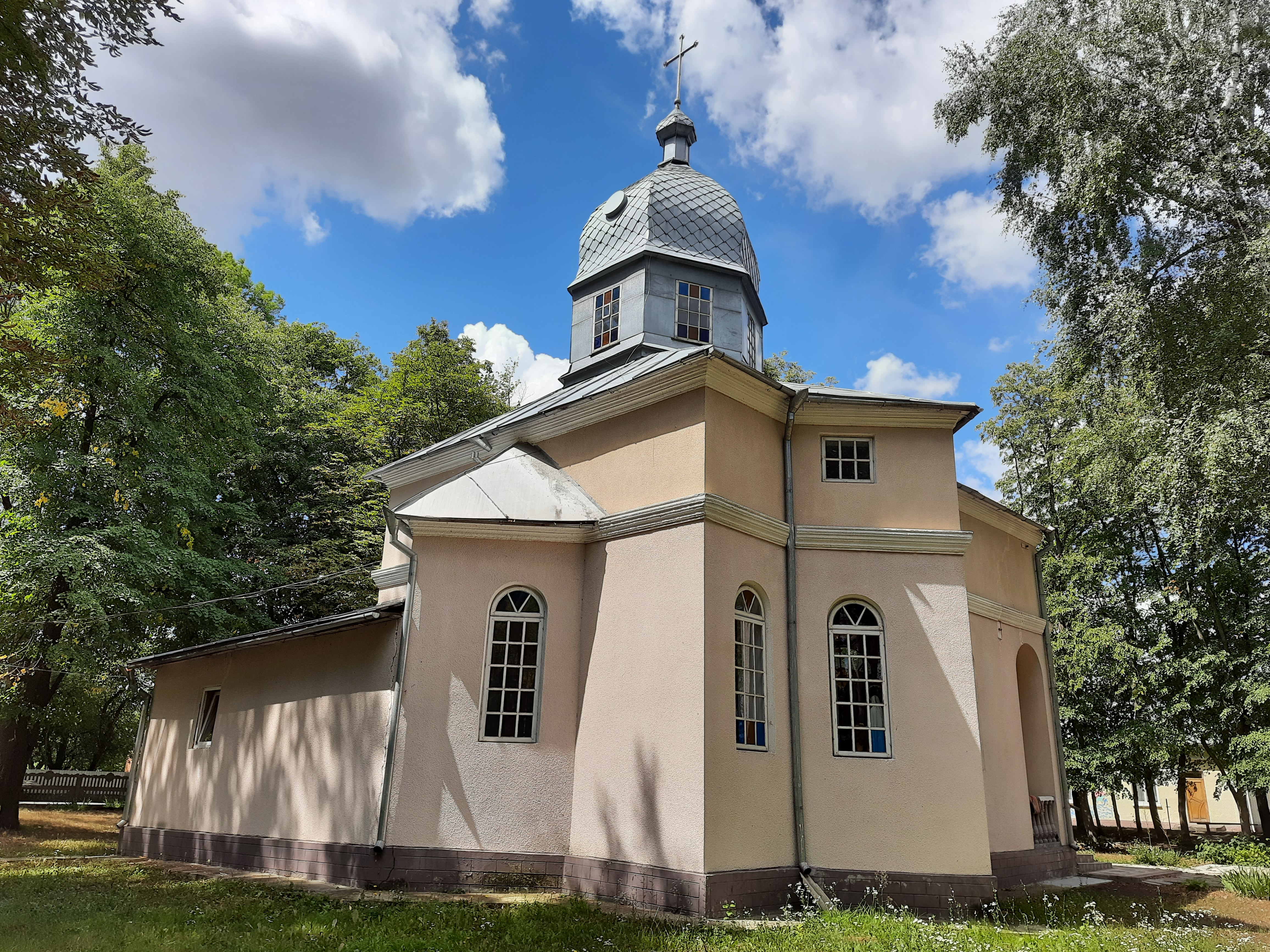
Церква Вознесіння Господнього- УГКЦ (1999 р.)
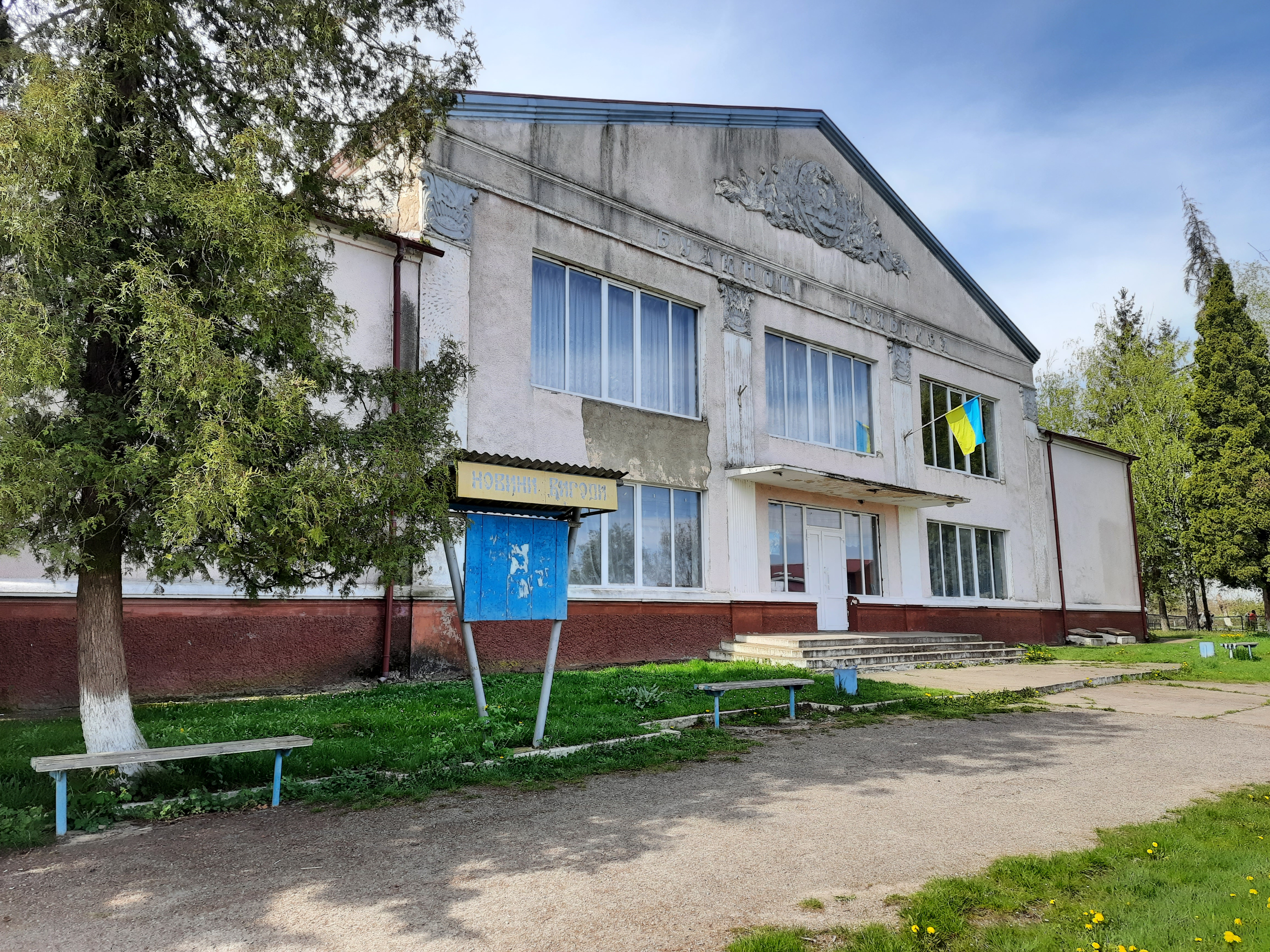
Будинок культури
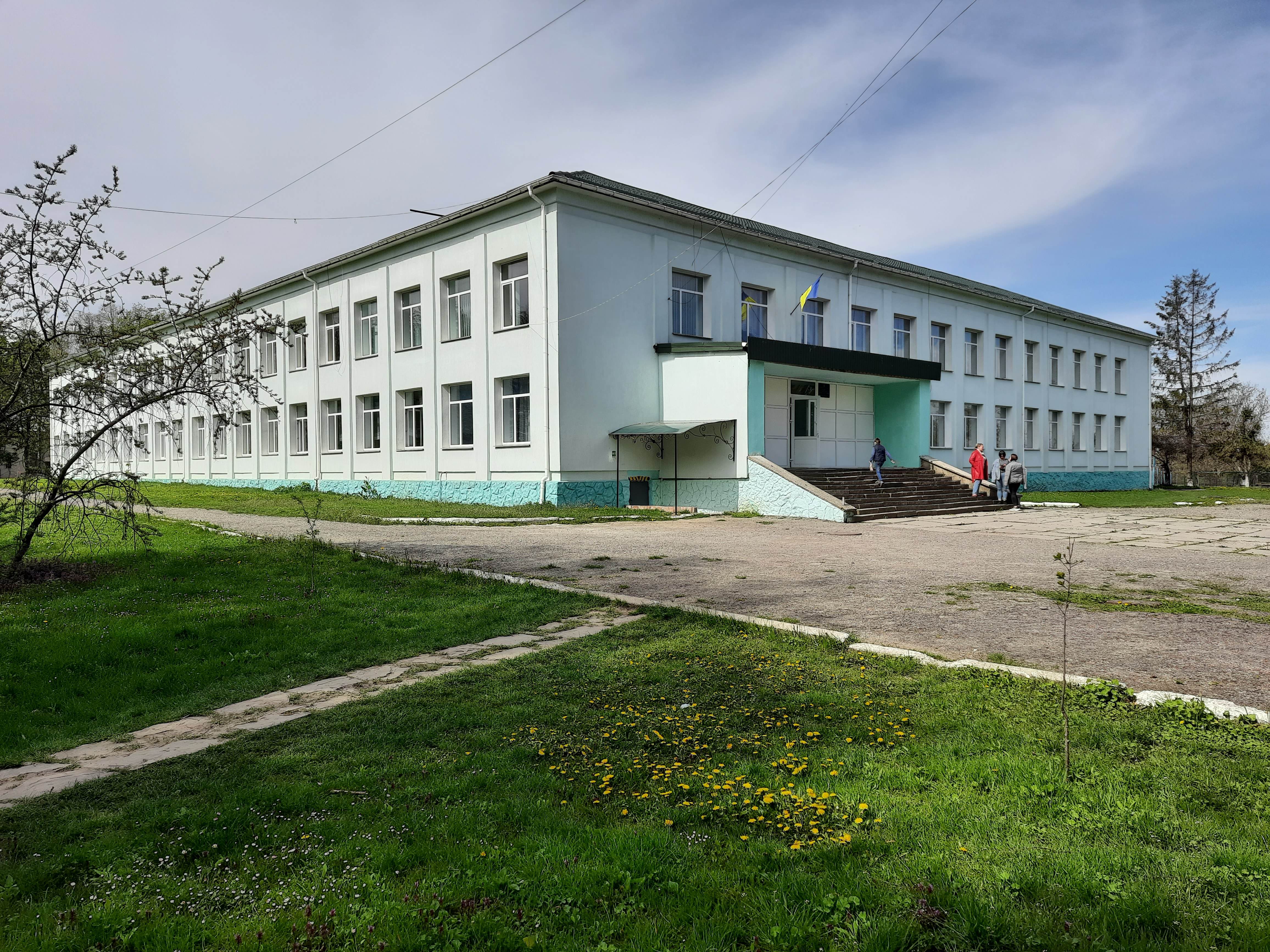
Школа
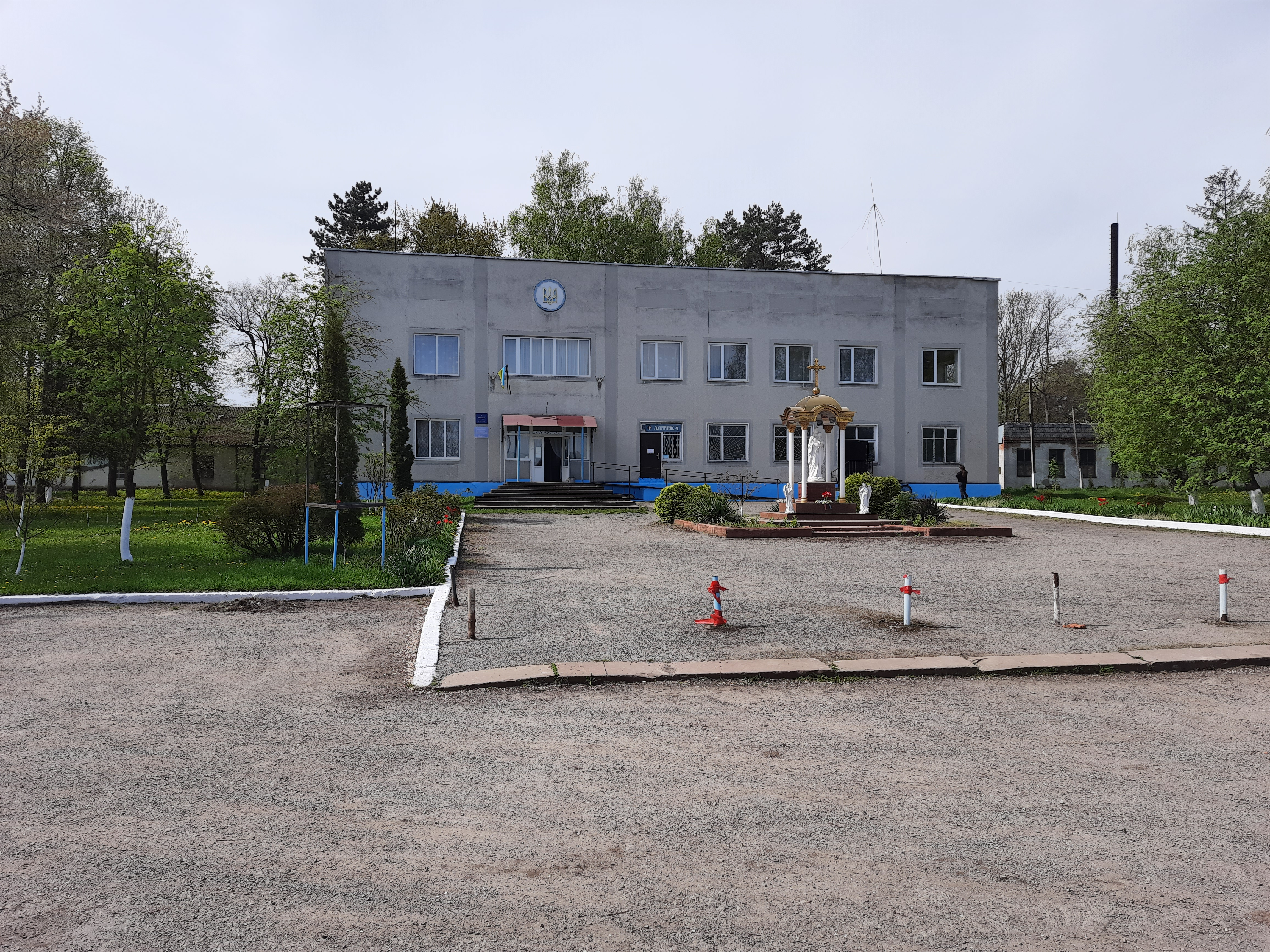
Старостат
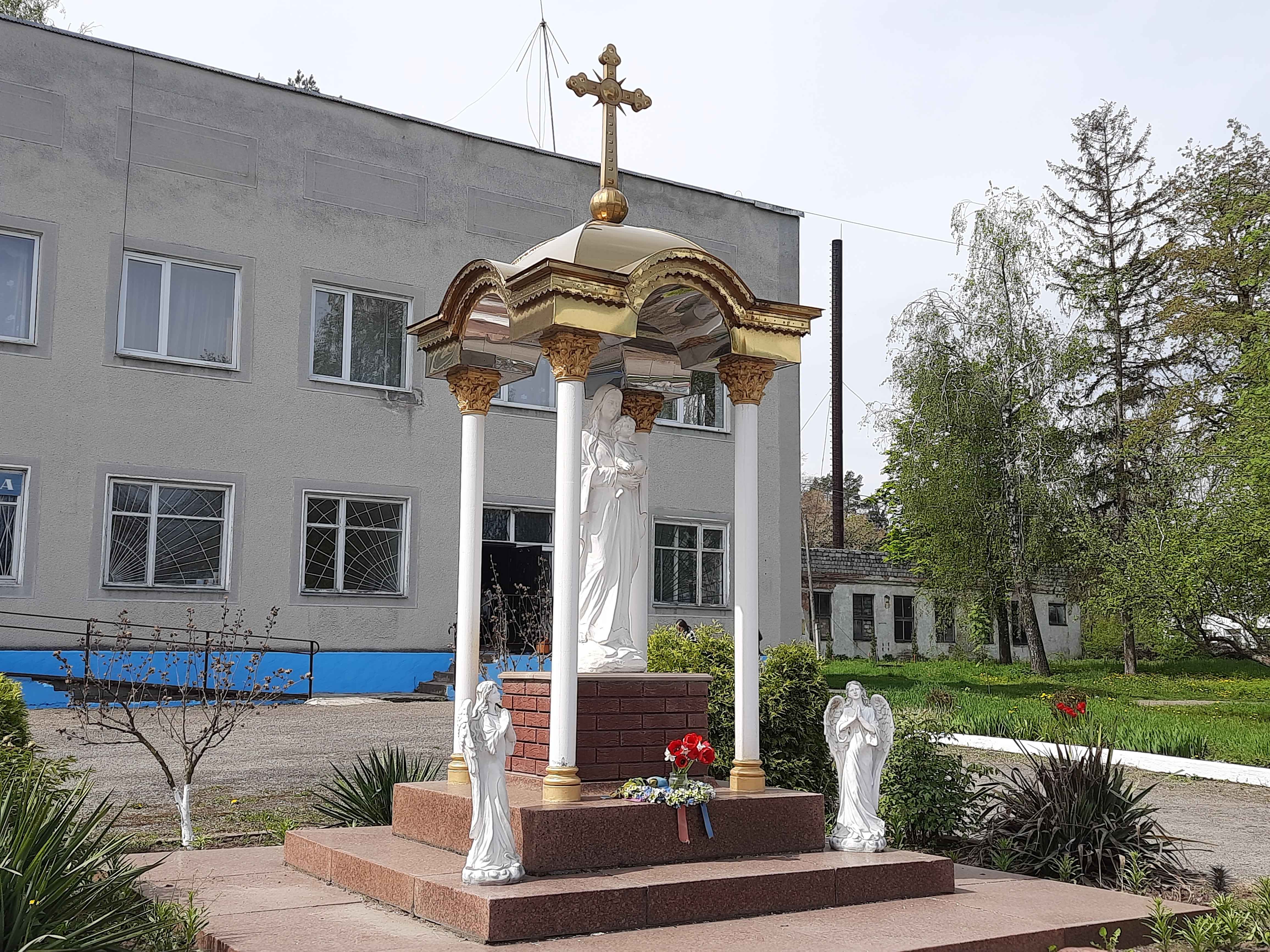
Статуя Божої Матері